# Enzo Mascherini
Enzo Mascherini (Firenze, 6 agosto 1910 – Livorno, 29 luglio 1981) è stato un baritono italiano.

## Biografia
Dopo aver studiato con Titta Ruffo e Riccardo Stracciari debuttò nel 1937 ne La traviata. Nel 1939 debuttò al Teatro San Carlo di Napoli e nel 1940 alla Scala.
Terminato il secondo conflitto mondiale ebbe inizio la carriera internazionale, che lo portò a cantare a Parigi, Praga, Vienna, Chicago, Rio de Janeiro, Londra, San Francisco, Città del Messico, oltre alla presenza nei principali teatri italiani.
Tra il 1946 e il 1947 interpretò alla New York City Opera La bohème, La traviata, Rigoletto, Andrea Chénier, Il barbiere di Siviglia, Pagliacci. Nel 1949 partecipò a una versione cinematografica de Il trovatore e il 7 dicembre dello stesso anno debuttò con La bohème al  Metropolitan di New York, dove cantò nella stessa stagione anche La traviata, Rigoletto, Manon Lescaut, Faust, per un totale di 7 recite..
Nel 1951 cantò ne I vespri siciliani, con Maria Callas, al Maggio Musicale Fiorentino e nello spettacolo d'apertura della Scala. Ancora in occasione dell'inaugurazione della stagione del teatro milanese, sempre con la Callas, interpretò l'anno successivo Macbeth. Nel 1955 partecipò a Firenze a una rara ripresa di Don Sebastiano. Dopo il ritiro dalle scene si dedicò all'insegnamento.

## Discografia

### Incisioni in studio
- Tosca - Renata Tebaldi, Giuseppe Campora, Enzo Mascherini, dir. Alberto Erede -  Decca 1952

### Registrazioni dal vivo
- Il barbiere di Siviglia - Enzo Mascherini, Giuseppe Di Stefano, Giulietta Simionato, Cesare Siepi, Gerhard Pechner, dir. Renato Cellini - Città del Messico 1949 ed. IDIS
- La favorita - Giuseppe Di Stefano, Giulietta Simionato, Enzo Mascherini, Cesare Siepi, dir. Renato Cellini - Città del Messico 1949 ed. Myto
- I vespri siciliani - Maria Callas, Enzo Mascherini, Giorgio Kokolios-Bardi, Boris Christoff, dir. Erich Kleiber - Firenze 1951 ed. Melodram/Opera D'Oro/Testament
- La forza del destino (selez.) - Beniamino Gigli, Elisabetta Barbato, Enzo Mascherini, Giulio Neri, dir. Antonino Votto - Rio de Janeiro 1951 ed. HRE/SRO
- Macbeth - Enzo Mascherini, Maria Callas, Italo Tajo, Gino Penno, dir. Victor de Sabata - La Scala 1952 ed. GOP/Myto/EMI
- Don Carlo - Mirto Picchi, Nicola Rossi-Lemeni, Enzo Mascherini, Maria Pedrini, Fedora Barbieri, dir. Franco Capuana - Genova 1953 ed. Melodram
- Don Carlo - Mirto Picchi, Cesare Siepi, Enzo Mascherini, Antonietta Stella, Oralia Domínguez, dir. Mario Rossi - RAI-Torino 1954 ed. Cantus Classics
- Don Sebastiano - Gianni Poggi, Fedora Barbieri,  Enzo Mascherini, Giulio Neri, dir. Carlo Maria Giulini - Firenze 1955 ed. Living Stage/Walhall